# 랜돌프 처칠 경
랜돌프 헨리 스펜서처칠 PC (Lord Randolph Henry Spencer-Churchill, 1849년 2월 13일 ~ 1895년 1월 24일)은 영국의 정치가이다. 제7대 말버러 공작 존 스펜서처칠과 그 아내 말버러 공작부인 프란세스 앤 처칠의 아들이며, 후일 영국의 수상이 되는 윈스턴 처칠의 아버지다.